# Anisodes nivestrota
Anisodes nivestrota là một loài bướm đêm trong họ Geometridae.